# دیزج (البرز)
دیزج، روستایی است از توابع بخش محمدیه شهرستان البرز در استان قزوین کشور ایران.

## مردم
زبان مردمان این روستا(به ترکی آذربایجانی: {{{1}}}) است

## جمعیت
این روستا در دهستان شریف آباد قرار دارد و مرکز این دهستان بشمار می‌آید. بر اساس سرشماری مرکز آمار ایران در سال ۱۳۹۵، جمعیت آن ۲۳۴ نفر (در ۸۲ خانوار) بوده‌است.